# Lecanora legalloana
Lecanora legalloana är en lavart som beskrevs av Elix & Øvstedal. Lecanora legalloana ingår i släktet Lecanora och familjen Lecanoraceae.   Inga underarter finns listade i Catalogue of Life.